# Велоспорт на літніх Олімпійських іграх 2008 — групова шосейна гонка (чоловіки)
Групова шосейна велогонка серед чоловіків на літніх Олімпійських іграх 2008 пройшла 9 серпня. Участь взяли 143 спортсмени з 55 країн. Довжина дистанції становила 245 кілометрів.
Переможцем став іспанський велогонщик Самуель Санчес, який виграв фінішний спринт у групі відриву з шести осіб і показав час 6 годин 23 хвилини 49 секунд.
Італієць Давіде Ребеллін (у день гонки йому виповнилося 37 років), який посів друге місце, згодом був дискваліфікований за застосування допінгу. Зрештою в листопаді 2009 року НОК Італії згідно з інструкціями МОК позбавив Ребелліна срібла, таким чином швейцарець Фаб'ян Канчеллара перемістився на друге місце, а росіянин Олександр Колобнєв на третє.

## Призери
| Золото                   | Срібло                        | Бронза                     |
| Самуель Санчес · Іспанія | Фаб'ян Канчеллара · Швейцарія | Олександр Колобнев · Росія |

## Кваліфикація
До участі допускалося не більш як п'ять гонщиків від одного Національного олімпійського комітету (НОК) — відбір проходив відповідно до рейтингів Міжнародного союзу велосипедистів (UCI), більшою мірою враховувалися виступи в UCI ProTour і меншою мірою в континентальних турах. Кожен НОК відповідно до своїх національних рейтингів мав можливість заповнити отриману квоту спортсменами з протуру або одного з континентальних турів, при цьому кількість олімпійських ліцензій у кожному турі була різною: 70 гонщиків відбиралися з протуру (перші десять країн отримували по п'ять квот, ще п'ять країн — по чотири квоти), 38 з Європейського туру (перші шість країн — по три квоти, ще десять — по дві), 15 з Американського туру (перші три країни — по три квоти, ще три — по дві), дев'ять з Азійського туру (перша країна — три квоти, ще три країни — по дві), п'ять з Африканського туру (перша країна — три квоти, друга — дві) і троє з океанського туру (перша країна — три квоти).
Люксембург, який перебував у першій десятці протуру і формально мав право на п'ять квот, в дійсності отримав лише три, оскільки мав на рейтингах протуру тільки трьох гонщиків. За регламентом п'ятеро гонщиків кваліфікувалися через чемпіонат світу «Б» — у підсумку олімпійські ліцензії тут отримали семеро учасників — сюди додалися дві квоти, забрані у Люксембургу. Додатково, країни, які претендували тільки на одну квоту, могли отримати цю квоту з індивідуальних рейтингів UCI: можна було взяти будь-якого гонщика з рейтингу протуру, будь-якого гонщика з першої п'ятірки Азійського й Африканського турів, або з першої двадцятки Американського туру. Цим правом скористалися п'ять країн, Китай, Лівія, Коста-Рика, Куба і Південна Корея — отримані ними квоти було забрано у Швеції, Тунісу, Венесуели, Мексики і Гонконгу відповідно — у останніх країн, що кваліфікувалися за національними рейтингами. Загальна кількість допущених гонщиків, таким чином, дорівнювала 145, хоча в кінцевому рахунку на старт вийшли тільки 143 спортсмени — дві квоти не заповнили Португалія і Швейцарія.
Четверо передбачуваних учасників вибули зі складу незадовго до початку змагань. Італієць Даміано Кунего не встиг відновитися від травм, яких він зазнав на «Тур де Франс 2008», і в збірній його замінив Вінченцо Нібалі. Португалець Сержіу Паулінью, срібний призер попередньої олімпійської групової гонки, був у незадовільному фізичному стані і в зв'язку з цим відмовився від участі в гонці. Після того як професійна команда Astana Pro Team звільнила зі своїх лав росіянина Володимир Гусєв за провалений внутрішній допінг-тест, його місце в стартовому складі зайняв Денис Меньшов, який спочатку мав брати участь лише в гонці з роздільним стартом. Швейцарець Мікаель Альбазіні внаслідок падіння пошкодив ключицю, але за час, що залишився, вже не було можливості замінити його кимось іншим.

## Попередній огляд

### Смог
Незадовго до відкриття Ігор Міжнародний олімпійський комітет (МОК) висловив стурбованість тим фактом, що багато атлетів з високою ймовірністю можуть опинитися в умовах сильно забрудненого повітря. Організатори розглядали можливість перенесення дисциплін, що проходять на відкритому повітрі (зокрема шосейних велогонок), в разі, якщо рівень забруднення виявиться занадто високим. Оскільки учасники змагань споживають у 20 разів більше кисню в порівнянні зі звичайними людьми, то сильне забруднення повітря могло різко негативно позначитися на їхньому виступі, викликати у атлетів пошкодження або подразнення легенів, спровокувати такі респіраторні захворювання, як бронхіальна астма.
Незалежні експерти прийшли до висновку, що 9 серпня рівень забруднення повітря дійсно перевищував гранично допустиме значення, встановлене Всесвітньою організацією охорони здоров'я. Проте, гонка пройшла за розкладом, і будь-яких протестів з боку спортсменів не було. 53 гонщики зійшли з дистанції, не досягнувши фінішної позначки, але це нормальна практика для такого типу гонок (для порівняння, на попередніх Іграх в Афінах вже на середині маршруту зійшло більш як половина учасників). Після закінчення змагань деякі гонщики скаржилися на важкі погодні умови, посилаючись здебільшого на сильну спеку (30 °C на рівнині, 26 °C в горах) і вологість (до 90 %), нетипові для Європи, де проводиться більшість гонок протуру. При цьому смог практично не згадували як істотну проблему. Як виняток, німецький гонщик Штефан Шумахер, якого вважали одним з головних претендентів на перемогу, сказав в інтерв'ю, що забруднення повітря стало однією з причин його сходження з дистанції.

### Фаворити

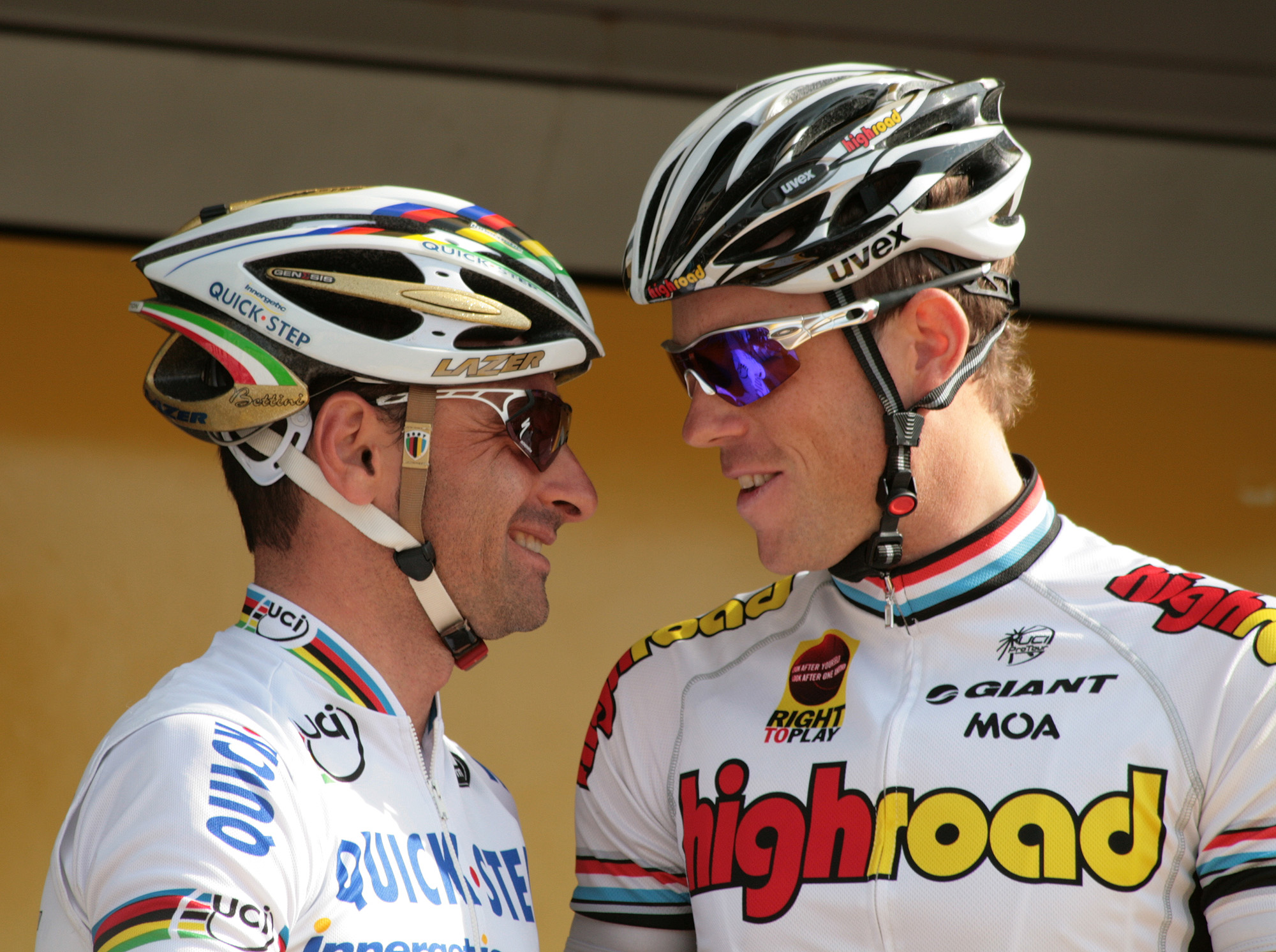
Паоло Беттіні (ліворуч) і Кім Кірхен (праворуч), яких вважали фаворитами в майбутній гонці

Більшість фахівців віддавали перевагу членам іспанської збірної, куди входили двоє переможців гранд-турів Альберто Контадор і Карлос Састре, високо оцінюваний Алехандро Вальверде, переможець «Критеріум Дофіне 2008», чинний чемпіон Іспанії, і Самуель Санчес, який здобув перемогу на трьох етапах «останньої Вуельти». Крім того, серед них був переможець очкової класифікації «Тур де Франс 2008», триразовий чемпіон світу Оскар Фрейре, який міг добре попрацювати на підтримку партнерів. Вальверде виділявся серед п'ятьох як явний фаворит. Крім цього, претендентами на медалі вважали чинного олімпійський чемпіона Паоло Беттіні з Італії, німці Штефана Шумахера, австралійця Кедела Еванса. Зазначалося, що високий результат можуть показати згуртовані команди Німеччини й Люксембургу. У Німеччини був Шумахер і сильні ветерани гранд-турів, зокрема досвідчений Йенс Фогт на підтримці, тоді як Люксембург мав браті Анді і Френка Шлеків разом з Кімом Кірхеном — всі троє приміряли жовту майку лідера на минулому «Тур де Франс».

## Маршрут
Заїзд проходив по маршруту міської траси для велопробігу завдовжки 102,6 км — одному з дев'яти тимчасових спортивних об'єктів, споруджених спеціально до пекінської Олімпіади. Загалом же дистанція чоловічої гонки становила 245,4 км — це найдовша шосейна дистанція за всю історію Олімпійських ігор. Стартова лінія розташовувалася біля воріт Юндінмень, історичної споруди старої китайської міської стіни, в районі Чунвень північної частини Пекіна. Фініш розташовувався на гірському перевалі Цзюйюнгуань у районі Чанпін.

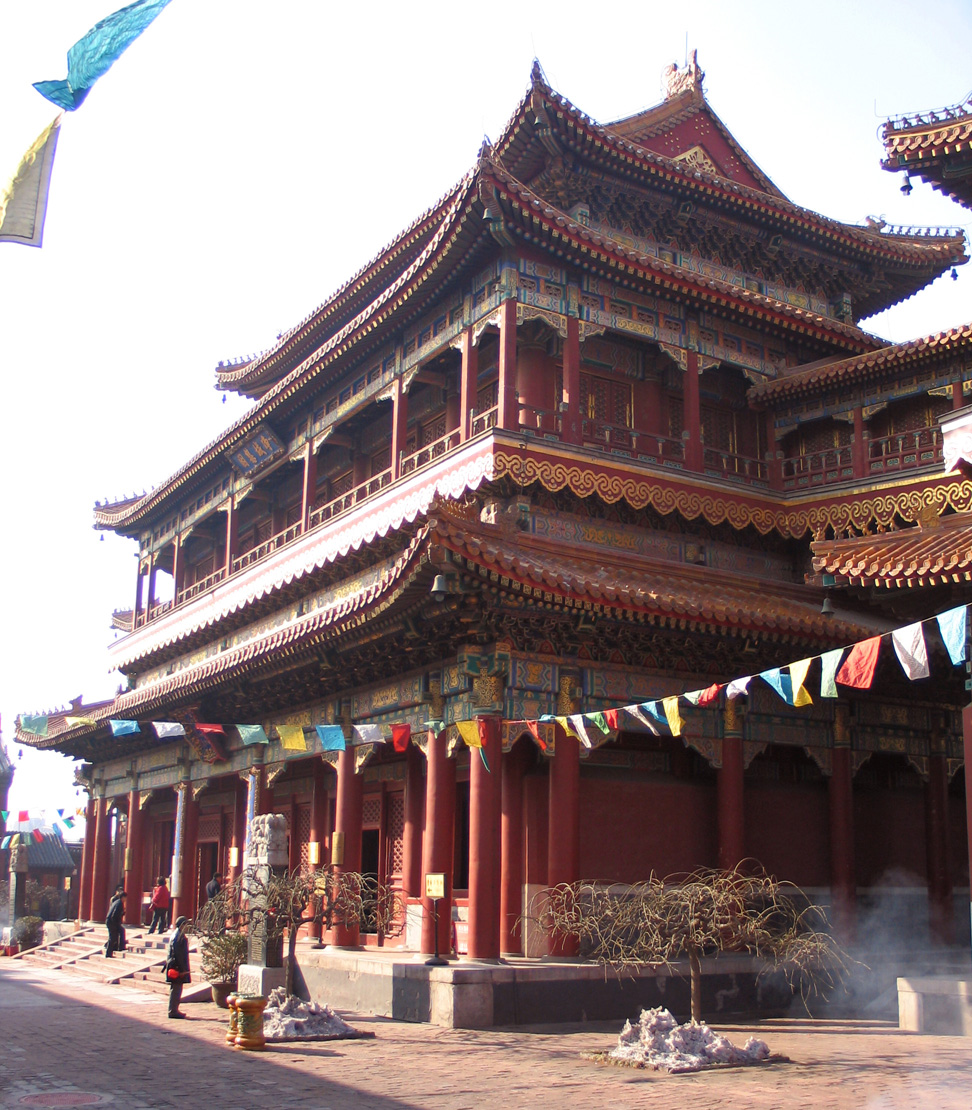
Буддійський храм Юнхегун

Маршрут пролягав через вісім міських районів Пекіна: Чунвень, Сюаньу, Дунчен, Сичен, Чаоян, Хайдянь, Чанпін і Яньцін. Навколишній пейзаж, який британська газета The Guardian назвала «візуально розкішним», містив такі пам'ятки, як Храм Неба, Велика народна зала, Площа Тяньаньмень, тибетський буддійський храм Юнхегун, окремі частини Великого китайського муру, які з'являлися в полі зору в міру просування від центрального урбаністичного Пекіна до околичних сільських районів. Було видно також і олімпійські об'єкти, Пекінський національний стадіон і Пекінський національний плавальний комплекс (відомі в народі як «Пташине гніздо» і «Водяний куб»).
Головна відмінність чоловічої гонки від жіночої полягала в подвійному збільшенні довжини шляху, досягнутому за рахунок додавання семи повторюваних кілець від гори Бадалін, найбільш відвідуваного відрізку Великої китайської стіни, до перевалу Цзюйюнгуань. Початкові ділянки маршруту пролягали в центральному Пекіні, тому рельєф тут був відносно рівнинним. Приблизно на позначці 78,8 км, по досягненні ділянки Бадалін, гонщики в'їжджали на перше з семи кілець завдовжки 23,8 км. З цього моменту градієнт траси різко зростав, зі старту першого кільця протягом 12,4 км гонщики повинні були піднятися вгору на 338,2 м. Далі від найвищої точки маршруту йшла невелика оманлива рівнинна ділянка і спуск до автостради, що веде до перевалу Цзюйюнгуань. Останні 350 метрів дистанції являли собою вкрай важкий підйом, закладений для того, щоб до фінішу кілька гонщиків зібралися в одну групу, з якою б уже відбувався фінальний спурт.
З міркувань безпеки організатори заборонили глядачам стояти вздовж дороги під час гонки. Це рішення громадськість зустріла неоднозначно: багато важливих фігур у галузі велоспорту, зокрема президент UCI Пет Маккуайд і австралійські гонщики Стюарт О'Грейді та Кедел Еванс, піддали такий підхід різкій критиці. На думку Маккуайда і О'Грейді, відсутність людей на узбіччях позбавляє гонку святкової атмосфери, властивої для більшості подібних подій, крім того, заборона несправедлива щодо вболівальників. Австралійська федерація велоспорту Cycling Australia висловила надію на те, що організатори дослухаються до думки громадськості й знімуть якісь обмеження до гонки з роздільним стартом, однак у підсумку цього не відбулось.

## Хід гонки

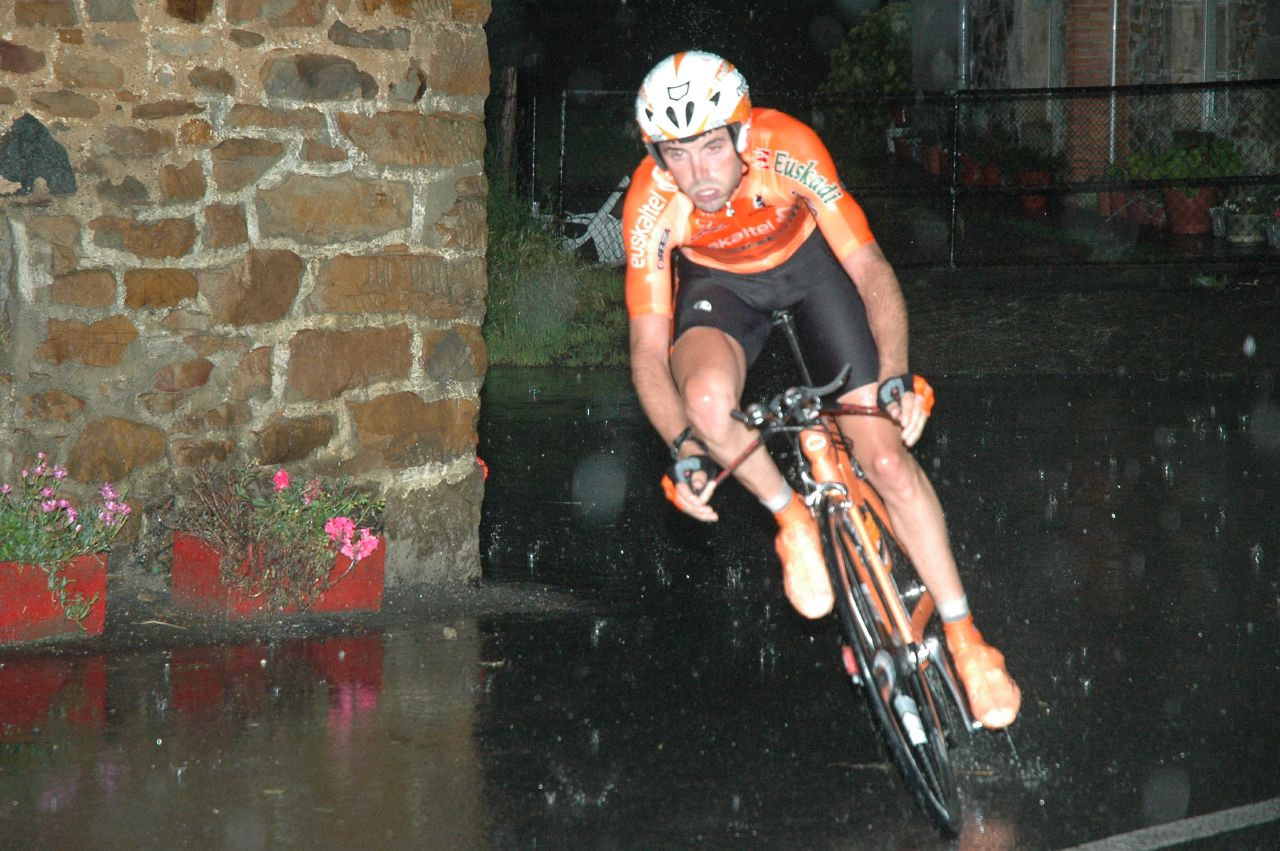
Олімпійський чемпіон Самуель Санчес з Іспанії

Гонка почалася об 11:00 за місцевим часом (UTC+8), і вже на третьому кілометрі від старту Орасіо Галлардо (Болівія) і Патрісіо Альмонасід (Чилі) на пару сформували групу відриву. Їм вдалося відірватися більш ніж на 15 хвилин, але насправді ніхто не розглядав їх як реальну загрозу, і в підсумку ні один, ні другий взагалі не змогли доїхати до фінішу. Жодна з команд не прагнула форсувати події, на початковому етапі середня швидкість залишалася дуже низькою (близько 25 км/год), лише на 60-му кілометрі пішла вперед інтернаціональна група з 26 осіб, куди входили і фаворити: Карлос Састре (Іспанія), Кім Кірхен (Люксембург), Єнс Фогт (Німеччина), Роман Кройцигер (Чехія), Саймон Герранс (Австралія). На початку першого 23,8-кілометрового кільця Альмонасід залишив Галлардо позаду і протягом майже півтори години утримував лідерство на повній самоті — на вершині другого кільця його наздогнала група переслідування, у якій на той момент залишилося 24 спортсмени.

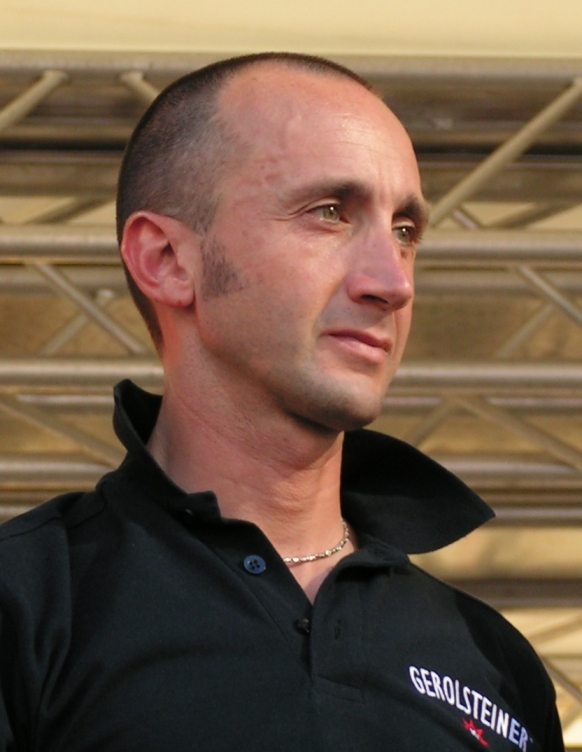
Давіде Ребеллін, який виграв срібло, але потім дискваліфікований

До середини гонки, після чотирьох кілець з семи, група відриву довела перевагу до шести хвилин — багато в чому завдяки зусиллям Састре і Кройцигера. У цей момент пелотон, очолюваний переважно італійцями, помітно збільшив швидкість з метою наздогнати втікачів. Учасники відриву Олександр Кучинський (Білорусь) і Руслан Підгорний (Україна) різко прискорилися і до початку п'ятого кільця удвох змогли випередити на 1 хвилину 40 секунд групу Састре і на 2 хвилини 45 секунд основну групу. За 60 кілометрів до фінішу основна група поглинула групу Састре, тоді як попереду залишилися лише Кучинський з Підгорним. До кінця п'ятого кільця Маркус Юнгквіст (Швеція), Рігоберто Уран (Колумбія) і Йохан ван Суммерен (Бельгія) атакували з пелотону, обігнавши білоруса і українця.

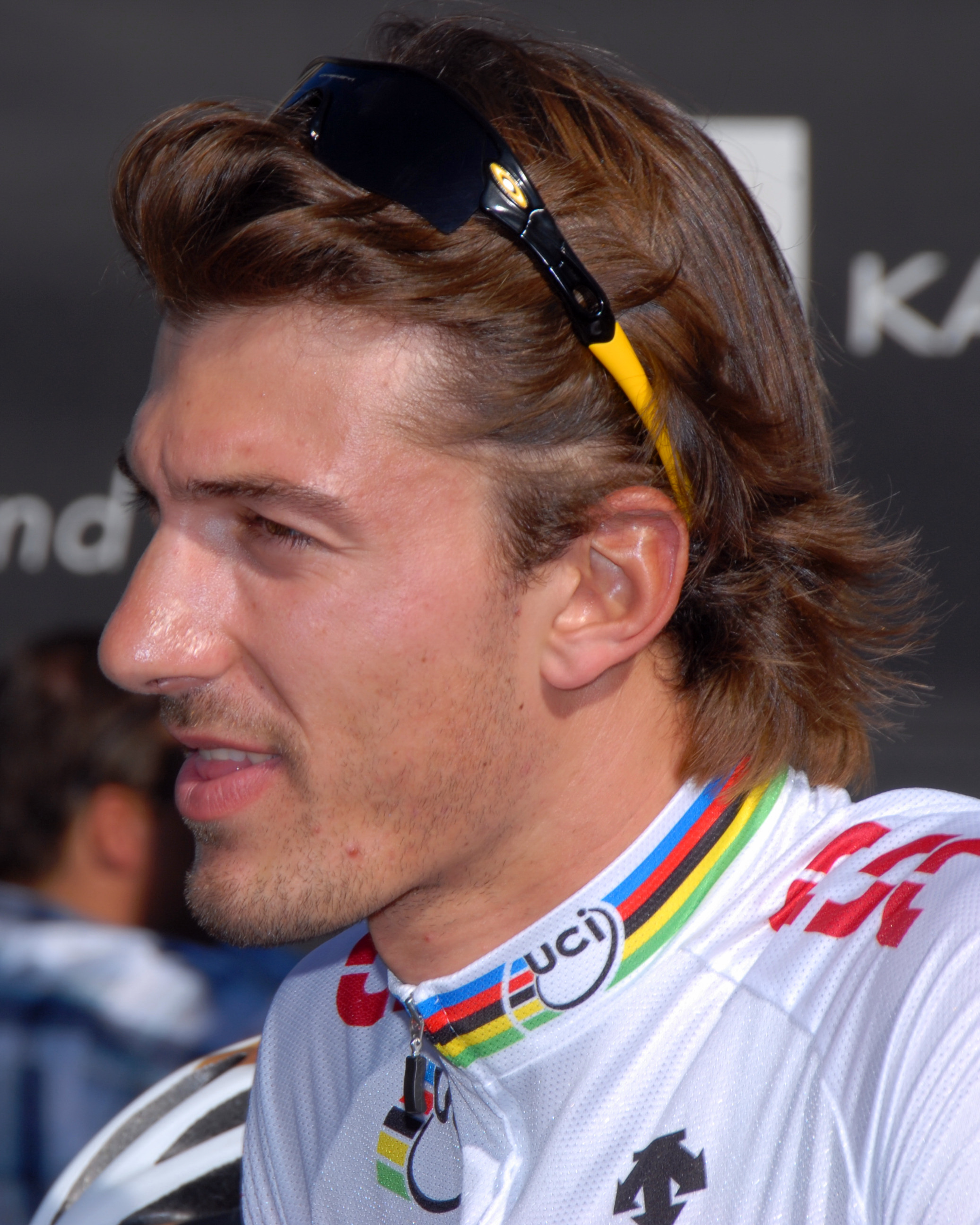
Фаб'ян Канчеллара фінішував третім, але згодом перемістився на другу позицію

Наступна атака, яку пізніше журналісти назвали «зухвалою» і «сміливою», відбулася наприкінці шостого кільця — маловідомий гонщик Крістіан Пфаннбергер (Австрія) виділився з пелотону і пішов уперед. Його максимальний відрив не перевищував і хвилини, але лідерство йому вдавалося утримувати досить довго, до западини останнього сьомого кільця за 20 кілометрів до фінішу. Протягом п'яти хвилин безперервно тривали атаки, внаслідок яких близько двадцяти гонщиків відділилися в групу лідерів: серед них були зокрема Кедел Еванс (Австралія), Леві Лейфеймер (США), Сантьяго Ботеро (Колумбія) і Жером Піно (Франція), тоді як головні претенденти на перемогу Алехандро Вальверде (Іспанія) і Паоло Беттіні (Італія) залишилися поки в основній групі. П'ятеро гонщиків — Самуель Санчес (Іспанія), Майкл Роджерс (Австралія), Давіде Ребеллін (Італія), Анді Шлек (Люксембург) і Олександр Колобнєв (Росія) — відокремилися від групи лідерів і рвонулись до фінішу, чому значною мірою сприяли безперервні атаки Шлека. На вершині гірського перевалу Бадалин, за 12,7 км до фінішу, Санчес, Ребеллін і Шлек мали перевагу в 10 секунд перед Колобнева з Роджерсом і 26 секунд перед групою Еванса. Беттіні з Вальверде, взявши з собою Фаб'яна Канчеллару (Швейцарія), атакували з пелотону і до вершини підйому наздогнали групу Еванса. За десять кілометрів до фінішу трійка лідерів відірвалася від двох переслідувачів на 15 секунд.
Коли до кінця залишалося п'ять кілометрів, Канчеллара атакував з групи Еванса і наздогнав Колобнєва з Роджерсом — втрьох їм вдалося підтягнутися до трійки лідерів, це відбулося приблизно за кілометр до фінішу. Таким чином, у фінішному спринті взяли участь шестеро гонщиків. Першим фінішну лінію перетнув Санчес, випередивши найближчого переслідувача майже на довжину велосипеда. Другим став Ребеллін, третім з просвітом у два колеса фінішував Канчеллара, четвертим — Колобнєв, п'ятим — Шлек, шостим — Роджерс. Гонщики подолали дистанцію за 6 годин 23 хвилини 49 секунд, показавши середню швидкість 38,36 км/год.

## Допінговий скандал
Згідно зі звітом МОК, оприлюдненим у квітні 2009 року, допінг-проби шістьох спортсменів Олімпійських ігор у Пекіні виявилися позитивними, однак імена порушників і спортивні дисципліни поки не називалися. Пізніше з'явилися повідомлення про те, що у вживанні заборонених речовин запідозрено двох велогонщиків, зокрема один призер. Олімпійський комітет Італії, не називаючи імені, підтвердив наявність у крові одного з велогонщиків, учасників чоловічого групового заїзду, безперервного активатора рецепторів еритропоетину (CERA, різновид еритропоетину третього покоління). Наступного дня 29 квітня комітет повідомив, що цим велогонщиком є Давіде Ребеллін. Агент Ребелліна виконав запит на відкриття додаткової проби «Б». 9 липня інформацію про позитивні допінг-тести було офіційно підтверджено, Ребеллін і німецький гонщик Штефан Шумахер були визнані винними у вживанні заборонених речовин. Шумахер у той час вже відбував покарання за провалений допінг-тест на «Тур де Франс 2008», тому у зв'язку з новим порушенням термін його дискваліфікації продовжили, тоді як Ребелліна рішення МОК і UCI зобов'язувало повернути срібну медаль.

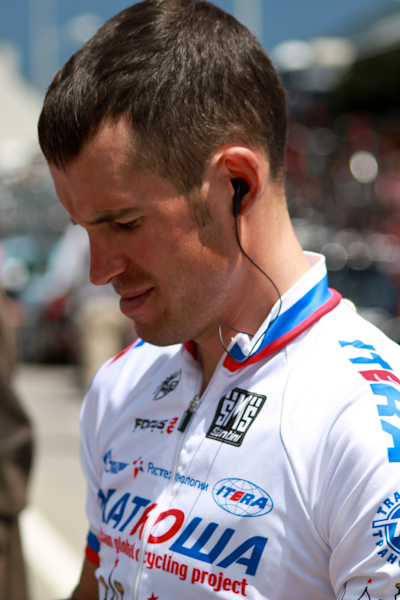
Олександр Колобнєв став четвертим, але після дискваліфікації Ребелліна отримав бронзову медаль

27 листопада на вимогу Олімпійського комітету Італії Ребеллін повернув медаль. За регламентом UCI Канчеллара і Колобнєв, які посіли третє і четверте місця, перемістилися в офіційному протоколі на другу і третю позиції відповідно, хоча належні медалі їм вручили не відразу. 18 грудня 2010 року Канчеллара отримав срібну медаль, яку забрали в Ребелліна, на урочистій церемонії у своєму рідному місті Іттігені в Швейцарії. Пізніше бронзову медаль Канчеллари передали Колобнєву.
Ребеллін через Спортивний арбітражний суд намагався опротестувати рішення про виключення його з числа призерів, але в липні 2010 року протест було відхилено.
Випадки застосування допінгу велогонщиками на Олімпіаді в Пекіні, укупі з аналогічними допінговими скандалами на «Тур де Франс» за кілька місяців до того, привели до різкого погіршення репутації велоспорту в Міжнародному олімпійському комітеті. Віце-президент МОК Томас Бах заявив, що присутність чоловічого шосейного велоспорту в програмі Олімпійських ігор потрібно переглянути і що довіру до всього виду спорту підірвано. При цьому він уточнив, що будь-які конкретні репресивні заходи щодо велоспорту поки не передбачені. Президент UCI Пет Маккуайд різко відреагував на цю заяву: «Чому все велосипедисти повинні страждати через пару паршивих овець?».

## Підсумкові результати
На старт вийшли 143 гонщики, проте далеко не всі з них були фахівцями одноденних гонок і налаштовувалися неодмінно доїхати до фінішу — багато працювали передусім на підтримку лідерів своїх національних збірних, які здатні краще долати підйоми, прагнули на початкових рівнинних ділянках вивести їх на найбільш вигідну позицію. Деякі учасники берегли себе перед майбутньою гонкою з роздільним стартом. Крім того, на фінальних кільцях діяло правило — якщо лідер обганяє того чи іншого гонщика на коло, то останній відразу ж знімається з дистанції.

## Змагання
| Місце | Спортсмен                          | Результат |
| ----- | ---------------------------------- | --------- |
| 1     | Самуель Санчес (ESP)               | 6:23:49   |
| 2     | Фаб'ян Канчеллара (SUI)            | "         |
| 3     | Олександр Колобнєв (RUS)           | "         |
| 4     | Анді Шлек (LUX)                    | "         |
| 5     | Майкл Роджерс (AUS)                | "         |
| 6     | Сантьяго Ботеро (COL)              | 6:24:01   |
| 7     | Маріо Артс (BEL)                   | "         |
| 8     | Майкл Беррі (CAN)                  | 6:24:05   |
| 9     | Роберт Гесінк (NED)                | 6:24:07   |
| 10    | Леві Лейфеймер (USA)               | 6:24:09   |
| 11    | Кріс Анкер Серенсен (DEN)          | 6:24:11   |
| 12    | Алехандро Вальверде (ESP)          | "         |
| 13    | Жером Піно (FRA)                   | "         |
| 14    | Кедел Еванс (AUS)                  | "         |
| 15    | Пшемислав Нємєц (POL)              | "         |
| 16    | Крістіан Ванде Вельде (USA)        | 6:24:19   |
| 17    | Паоло Беттіні (ITA)                | 6:24:24   |
| 18    | Володимир Карпець (RUS)            | 6:24:59   |
| 19    | Мурільо Фішер (BRA)                | 6:26:17   |
| 20    | Фабіан Вегманн (GER)               | "         |
| 21    | Ерік Хоффманн (NAM)                | "         |
| 22    | Крістіан Пфаннбергер (AUS)         | "         |
| 23    | Ґустав Ларссон (SWE)               | "         |
| 24    | Ніки Серенсен (DEN)                | "         |
| 25    | Радослав Рогін (CRO)               | "         |
| 26    | Джон-Лі Огустін (RSA)              | "         |
| 27    | Нуно Рібейро (POR)                 | "         |
| 28    | Гнат Коновалов (LTU)               | "         |
| 29    | Джексон Хесус Родрігес Ортіс (VEN) | "         |
| 30    | Меттью Ллойд (AUS)                 | "         |
| 31    | Курт Асле Арвесен (NOR)            | "         |
| 32    | Костянтин Сівцов (BLR)             | "         |
| 33    | Ремі Поріоль (FRA)                 | "         |
| 34    | Тадей Вальявец (SLO)               | "         |
| 35    | Ярослав Попович (UKR)              | "         |
| 36    | Саймон Джерранс (AUS)              | "         |
| 37    | Томас Левквіст (SWE)               | 6:26:25   |
| 38    | Томас Рореггер (AUT)               | "         |
| 39    | Джордж Гінкепі (USA)               | "         |
| 40    | Хосе Серпа (COL)                   | 6:26:27   |
| 41    | Йохан Вансюммерен (BEL)            | "         |
| 42    | Франк Шлек (LUX)                   | "         |
| 43    | Андрій Мізуров (KAZ)               | "         |
| 44    | Роман Кройзігер (CZE)              | 6:26:35   |
| 45    | Кім Кірхен (LUX)                   | 6:26:40   |
| 46    | Моїсес Альдапе Чавес (MEX)         | 6:28:08   |
| 47    | Рейн Таараме (EST)                 | 6:30:49   |
| 48    | Карлос Састре (ESP)                | 6:31:06   |
| 49    | Франко Пелідзотті (ITA)            | "         |
| 50    | Сергій Лагутін (UZB)               | "         |
| 51    | Хуссейн Аскарі (IRI)               | 6:34:22   |
| 52    | Руслан Підгорний (UKR)             | "         |
| 53    | Джуліан Дін (NZL)                  | 6:34:26   |
| 54    | Яцек Тадеуш Морайко (POL)          | "         |
| 55    | Рідер Гесєдал (CAN)                | "         |
| 56    | Матія квасина (CRO)                | "         |
| 57 ]  | Маркус Люнгквіст (SWE)             | "         |
| 58    | Свейн Тафт (CAN)                   | "         |
| 59    | Денис Меньшов (RUS)                | "         |
| 60    | Юрі Гольчер (SLO)                  | "         |
| 61    | Ян Валах (SVK)                     | "         |
| 62    | Марціо Брузегін (ITA)              | "         |
| 63    | Ніколас Роуч (IRL)                 | "         |
| 64    | Лауренс тен Дам (NED)              | "         |
| 65    | Петер Кустор (HUN)                 | 6:35:44   |
| 66    | Іван Штеліч (SRB)                  | "         |
| 67    | Гатіс Смукуліс (LAT)               | 6:36:48   |
| 68    | Танел Кангерт (EST)                | "         |
| 69    | Гонсало Гаррідо (CHI)              | "         |
| 70    | Едвальд Боассон Хаген (NOR)        | "         |
| 71    | Андре Кардосо (POR)                | 6:39:42   |
| 72    | Олександр Кучинський (BLR)         | "         |
| 73    | Дайнюс Кайреліс (LTU)              | "         |
| 74    | Петр Бенчик (CZE)                  | "         |
| 75    | Олександр Плющін (MDA)             | "         |
| 76    | Денис Костюк (UKR)                 | "         |
| 77    | Сергій Іванов (RUS)                | "         |
| 78    | Гадер Мізбані (IRI)                | "         |
| 79    | Девід Джордж (RSA)                 | "         |
| 80    | Філіп Дейгнан (IRL)                | "         |
| 81    | Глен Чедвік (NZL)                  | "         |
| 82    | Олександр Усов (BLR)               | 6:49:59   |
| 83    | Томаш Марчиньський (POL)           | "         |
| 84    | Небойша Йованович (SRB)            | "         |
| 85    | Такасі Міядзава (JPN)              | 6:55:24   |
| 86    | Рафа Чітіуї (TUN)                  | 7:03:04   |
| 87    | Парк Сун-Бек (KOR)                 | "         |
| 88    | Ву Кинь Сань (HKG)                 | 7:05:57   |
| 89    | Лучано Пальяріні Мендонка (BRA)    | 7:08:27   |
| —     | Альберто Контадор (ESP)            | DNF       |
| —     | Оскар Фрейре (ESP)                 | DNF       |
| —     | Вінченцо Нібалі (ITA)              | DNF       |
| —     | Стюарт О'Греді (AUS)               | DNF       |
| —     | Володимир Ефімкін (RUS)            | DNF       |
| —     | Геральд Міхаель Сьолек (GER)       | DNF       |
| —     | Берт Грабш (GER)                   | DNF       |
| —     | Штефан Шумахер (GER)               | DNF       |
| —     | Йенс Фойгт (GER)                   | DNF       |
| —     | Стеф Клемент (NED)                 | DNF       |
| —     | Карстен Крон (NED)                 | DNF       |
| —     | Ніки Терпстра (NED)                | DNF       |
| —     | Максим Монфор (BEL)                | DNF       |
| —     | Крістоф Брандт (BEL)               | DNF       |
| —     | Юрген ван ден Брук (BEL)           | DNF       |
| —     | Джейсон Мак-Картні (USA)           | DNF       |
| —     | Девід Забріскі (USA)               | DNF       |
| —     | Сиріл Дессель (FRA)                | DNF       |
| —     | Пьеррік Федріго (FRA)              | DNF       |
| —     | П'єр Роллан (FRA)                  | DNF       |
| —     | Джонатан Белліс (GBR)              | DNF       |
| —     | Стефен Каммінгс (GBR)              | DNF       |
| —     | Роджер Геммонд (GBR)               | DNF       |
| —     | Бен Свіфт (GBR)                    | DNF       |
| —     | Ларс Петтер Нордхаус (NOR)         | DNF       |
| —     | Габріель Раск (NOR)                | DNF       |
| —     | Симон Шпілак (SLO)                 | DNF       |
| —     | Борут Божич (SLO)                  | DNF       |
| —     | Андрій Гривко (UKR)                | DNF       |
| —     | Чжан Лян (CHN)                     | DNF       |
| —     | Роберт Гантер (RSA)                | DNF       |
| —     | Ахмед Бельгасем (LBA)              | DNF       |
| —     | Матіас Медічі (ARG)                | DNF       |
| —     | Хуан Хосе Хаедо (ARG)              | DNF       |
| —     | Алехандро Боррахо (ARG)            | DNF       |
| —     | Рігоберто Уран (COL)               | DNF       |
| —     | Енрі Рабе (CRC)                    | DNF       |
| —     | Мехді Сухраб (IRI)                 | DNF       |
| —     | Фуміюкі Беппу (JPN)                | DNF       |
| —     | Максим Іглинський (KAZ)            | DNF       |
| —     | Роман Броніш (SVK)                 | DNF       |
| —     | Матей Юрчо (SVK)                   | DNF       |
| —     | Володимир Міхойлевіч (CRO)         | DNF       |
| —     | Брайан Бах Вандборг (DEN)          | DNF       |
| —     | Даніель Петров (BUL)               | DNF       |
| —     | Євген Герганов (BUL)               | DNF       |
| —     | Райвіс Белохвошчікс (LAT)          | DNF       |
| —     | Ласло Бодрогі (HUN)                | DNF       |
| —     | Тімоті Гадселл (NZL)               | DNF       |
| —     | Хішем Шабан (ALG)                  | DNF       |
| —     | Патрісіо Альмонасід (CHI)          | DNF       |
| —     | Маріо Контрерас (ESA)              | DNF       |
| —     | Орасіо Галлардо (BOL)              | DNF       |
| —     | Давіде Ребеллін (ITA)              | DSQ       |